# Magasins réunis République
Les Magasins réunis - République est un ancien grand magasin situé place de la République à Paris.
La société des Magasins réunis, initialement fondée par Antoine Corbin (1835-1901) à Nancy en 1883, connaît un essor considérable et se développe progressivement en Province et à Paris. Les Magasins réunis - République est la première succursale implantée à Paris en 1894, suivie des Magasins réunis - Étoile en 1914 et des Magasins réunis - Montparnasse dans les années 1920.

## Histoire
Les Magasins réunis République étaient situés place de la République à Paris, dans un édifice haussmannien pourvu d'une façade sur la rue du Faubourg-du-Temple et sur la rue de Malte.
Cet édifice est construit entre 1865 et 1867 par l'architecte Gabriel Davioud pour accueillir un commerce, plus précisément une SARL nommée « Bazar du Château d'Eau » ou « Magasins réunis ». Bien qu'il s'agisse d'une société distincte de celle de la famille Corbin, ce nom est repris par Antoine Corbin lorsqu'il crée sa société initialement implantée à Nancy.  
À la suite de la dissolution de la SARL en 1870, l'immeuble accueille alors des artistes exposant leurs tableaux refusés au Salon, des représentations du Grand cirque américain de J. W. Myers en 1875, et même un Orpheum, un « établissement d'un nouveau genre - spectacle, concert, promenade » en 1880.
À la fin du XIXe siècle, Eugène Corbin, le fils cadet d'Antoine Corbin, rachète l'édifice et décide d'y installer la première succursale parisienne de sa chaîne de magasins nommée « Magasins réunis ». Il entreprend alors des travaux de réaménagement dirigés par l'architecte Marcel Oudin, qui fait appel à des artistes de l'Art Nouveau notamment Louis Majorelle, Émile Robert et Édouard Schenck. C'est également dans ce bâtiment que se trouvait l'hôtel Moderne, un hôtel particulier occupé par la famille Corbin.
À la suite des années 1970 marquant l'avènement de la grande distribution, la chaîne des Magasins réunis s'affilie au Printemps en 1980. 
Aujourd'hui, l'édifice haussmannien abrite différentes enseignes telles que Go Sport et Habitat, et l'hôtel Moderne est devenu l'hôtel Crowne Plaza République.

## Architecture

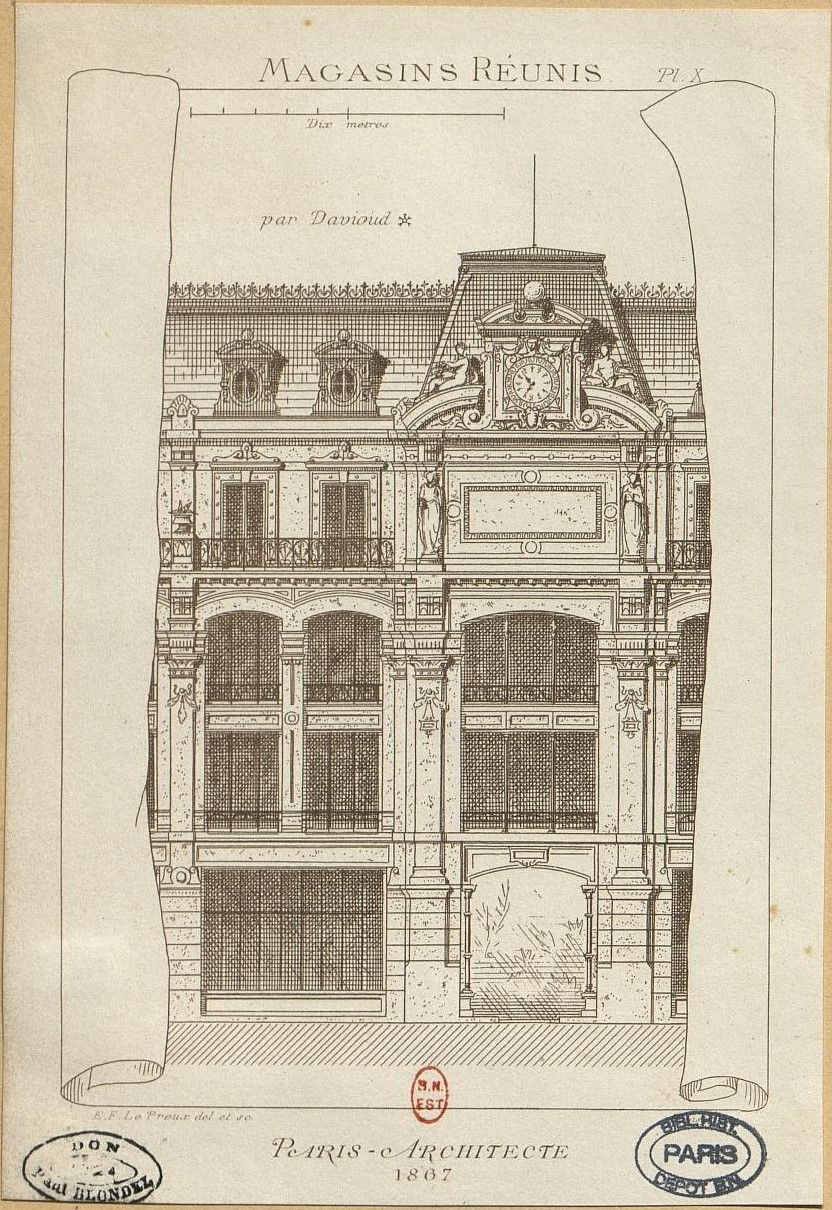
Élévation architecturale des Magasins réunis - République par Gabriel Davioud.

L'édifice haussmannien a été construit par l'architecte Gabriel Davioud entre 1865 et 1867 grâce au financement de la Société du Crédit Foncier International Belge. Dans le cadre des travaux haussmanniens, l'architecte était contraint par la Ville de Paris de réaliser un édifice symétrique à la caserne Vérines. L'édifice présente donc une ouverture limitée, et est construit comme une superposition de magasins sur quatre niveaux, dont les deux premiers étages sont réunis par des pilastres. 
Pensé selon l'idée fouriériste de la rue-galerie, le bâtiment est conçu de sorte à offrir au public un espace libre permettant de déambuler dans les différents magasins. À l'intérieur des deux cours, Gabriel Davioud décide d'aménager des jardins entourés de galeries en portique afin de faciliter la circulation et d'abriter les visiteurs.

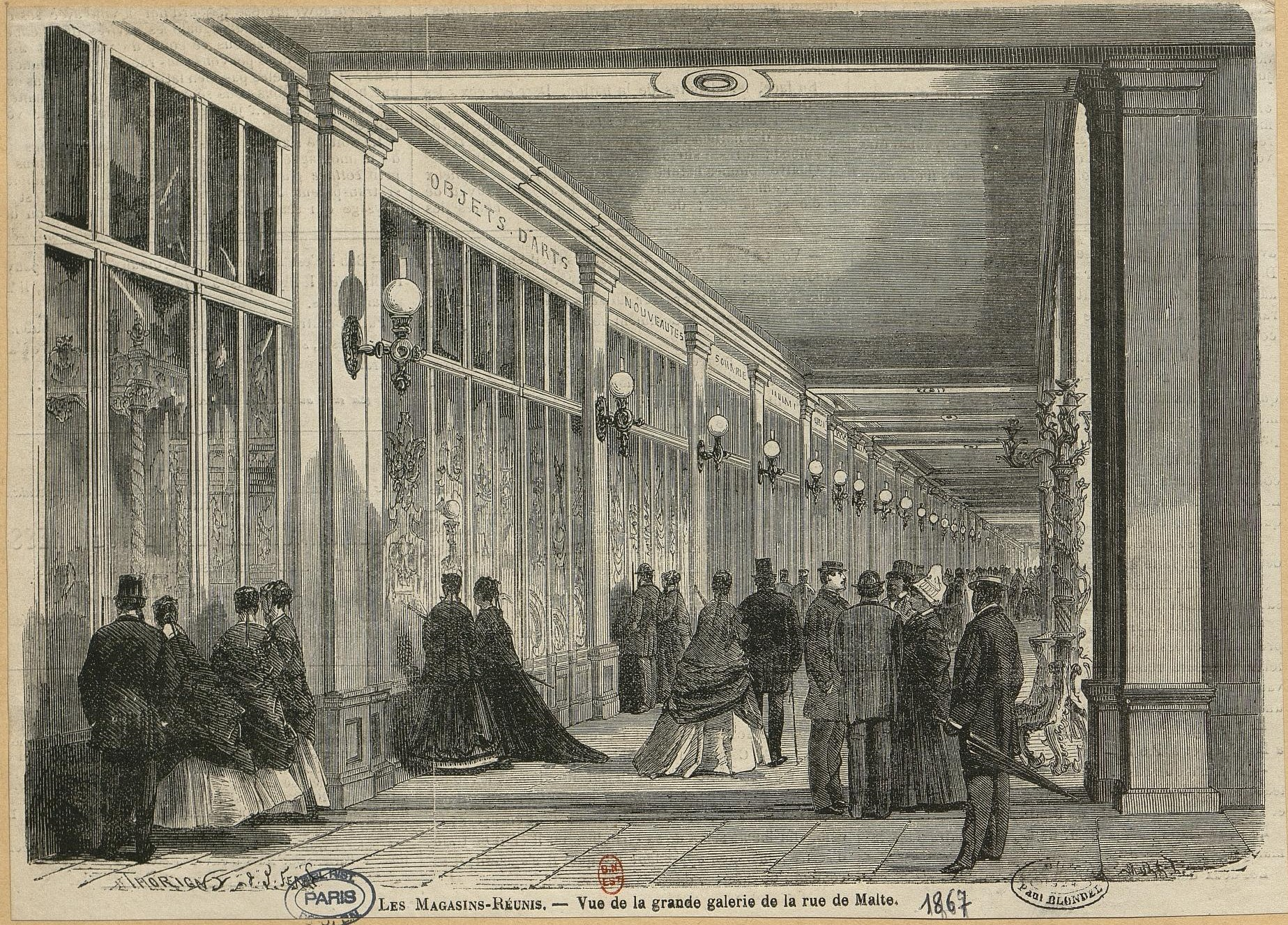
Vue de la grande galerie des Magasins réunis - République, rue de Malte.
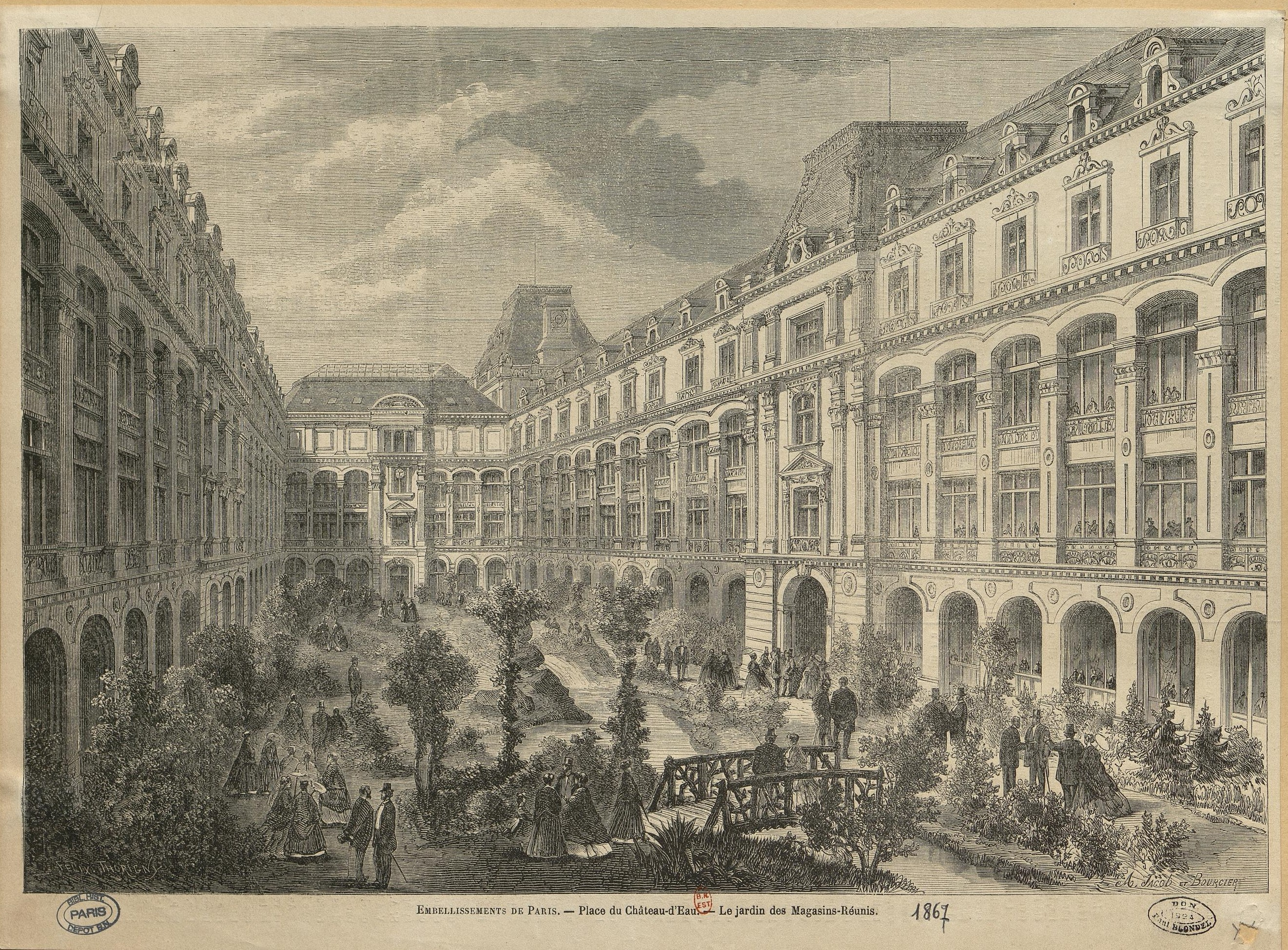
Jardin décorant la cour intérieure des Magasins réunis - République.

À la fin du XIXe siècle, conformément au projet d'Eugène Corbin, l'architecte Marcel Oudin se charge de réaménager le bâtiment et s'entoure pour cela des artistes de l'Art Nouveau :

« Les entrées sont voûtées de boiseries attribuées à Louis Majorelle dans lesquelles sont serties de grandes feuilles de cuivre martelées d'Édouard Schenck. La ferronnerie est l'œuvre d'Émile Robert : l'escalier qui mène du sous-sol au premier étage est, aujourd'hui, l'un des plus beaux qui nous restent de cette époque ; de même les rambardes, la rampe centrale et les consoles qui la supportent. »